# Cupa României 1960/61
Der Cupa României in der Saison 1960/61 war das 23. Turnier um den rumänischen Fußballpokal. Sieger wurde Zweitligist Arieșul Turda, das sich im Finale am 12. November 1961 gegen Rapid Bukarest durchsetzen konnte. Titelverteidiger Progresul Bukarest war im Viertelfinale gegen CCA Bukarest ausgeschieden.
Da das Finale erst im Herbst stattfand, konnte Arieșul Turda nicht mehr am Europapokal der Pokalsieger teilnehmen. Stattdessen wurde der Vorjahressieger Progresul Bukarest nominiert.

## Modus
Alle Spiele – abgesehen vom Finale, das traditionell in Bukarest ausgetragen wurde – fanden alle Spielen auf neutralem Platz statt. Die Klubs der Divizia A stiegen erst in der Runde der letzten 32 Mannschaften ein. Es wurde jeweils nur eine Partie ausgetragen. Stand diese nach 90 Minuten unentschieden, folgte eine Verlängerung von 30 Minuten. Falls danach noch immer keine Entscheidung gefallen war, fand ein Wiederholungsspiel statt.

## Sechzehntelfinale
| Datum          |                                | Ergebnis             |                     | Ort       |
| -------------- | ------------------------------ | -------------------- | ------------------- | --------- |
| 18. April 1961 | CSMS Iași                      | 8:2 (2:0)            | Rulmentul Bârlad    | Bacău     |
|                | UTA Arad                       | 4:1 (3:0)            | CS Oradea           | Cluj      |
| 19. April 1961 | CSM Reșița                     | 2:1 (0:0)            | Minerul Lupeni      | Arad      |
|                | ȘNM Constanța                  | 2:1 (0:0)            | Farul Constanța     | Constanța |
|                | Penicilina Iași                | 1:1 n. V. (1:1, 0:0) | Laminorul Roman     | Pașcani   |
|                | CCA Bukarest                   | 4:2 (2:1)            | CFR Electro Craiova | Pitești   |
|                | Petrolul Ploiești              | 3:1 (2:1)            | Prahova Ploiești    | Ploiești  |
|                | Voința Bukarest                | 3:1 (2:0)            | Rapid Mizil         | Ploiești  |
|                | Progresul Bukarest             | 4:0 (1:0)            | Dunărea Giurgiu     | Roșiori   |
|                | CFR Timișoara                  | 0:3 (0:1)            | Știința Timișoara   | Timișoara |
|                | Industria Sârmei Câmpia Turzii | 3:1 (3:1)            | Știința Cluj        | Turda     |
| 20. April 1961 | Rapid Bukarest                 | 3:1 (1:0)            | Metalul Bukarest    | Bukarest  |
| 24. Mai 1961   | Steagul Roșu Brașov            | 6:1 (3:1)            | Mureșul Târgu Mureș | Mediaș    |
|                | Penicilina Iași                | 1:0 n. V.            | Laminorul Roman     | Pașcani   |
|                | Corvinul Hunedoara             | 1:1 n. V. (1:1, 1:0) | Arieșul Turda       | Sibiu     |
| 31. Mai 1961   | Arieșul Turda                  | 2:0 (0:0)            | Corvinul Hunedoara  | Sibiu     |
| 25. Juni 1961  | CSM Sibiu                      | 1:0 (0:0)            | Dinamo Bukarest     | Câmpina   |
|                | Dinamo Bacău                   | 13:0 1               | Unio Satu Mare      | Bistrița  |

## Achtelfinale
| Datum           |                     | Ergebnis  |                                | Ort       |
| --------------- | ------------------- | --------- | ------------------------------ | --------- |
| 21. Juni 1961   | CCA Bukarest        | 5:2 (1:1) | CSM Reșița                     | Craiova   |
| 25. Juni 1961   | UTA Arad            | 3:1 (1:0) | CSMS Iași                      | Bukarest  |
| 28. Juni 1961   | Voința Bukarest     | 1:0 (0:0) | ȘNM Constanța                  | Buzău     |
|                 | Steagul Roșu Brașov | 3:2 (1:1) | Industria Sârmei Câmpia Turzii | Hunedoara |
|                 | Arieșul Turda       | 7:1 (1:0) | Penicilina Iași                | Ploiești  |
| 13. August 1961 | Știința Timișoara   | 5:2 (1:1) | CSM Sibiu                      | Deva      |
|                 | Progresul Bukarest  | 5:1 (2:1) | Dinamo Bacău                   | Galați    |
| 30. August 1961 | Rapid Bukarest      | 3:1 (2:1) | Petrolul Ploiești              | Craiova   |

## Viertelfinale
| Datum            |                | Ergebnis             |                     | Ort      |
| ---------------- | -------------- | -------------------- | ------------------- | -------- |
| 12. Oktober 1961 | UTA Arad       | 3:2 (1:0)            | Voința Bukarest     | Craiova  |
|                  | Arieșul Turda  | 2:1 n. V. (0:0, 0:0) | Știința Timișoara   | Oradea   |
| 18. Oktober 1961 | CCA Bukarest   | 3:0 (0:0)            | Progresul Bukarest  | Bukarest |
|                  | Rapid Bukarest | 5:1 (3:1)            | Steagul Roșu Brașov | Ploiești |

## Halbfinale
| Datum            |                | Ergebnis  |              | Ort      |
| ---------------- | -------------- | --------- | ------------ | -------- |
| 22. Oktober 1961 | Rapid Bukarest | 2:0 (1:0) | CCA Bukarest | Bukarest |
|                  | Arieșul Turda  | 3:0 (1:0) | UTA Arad     | Oradea   |

## Finale
| Paarung        | Arieșul Turda – Rapid Bukarest |
| Ergebnis       | 2:1 (0:1) |
| Datum          | 12. November 1961 |
| Stadion        | Stadionul Republicii, Bukarest |
| Schiedsrichter | Nicolae Mihăilescu (Bukarest) |
| Tore           | 0:1 Nicolae Georgescu (24.) 1:1 Gheorghe Băluțiu (50.) 2:1 Gheorghe Băluțiu (51.) |
| Arieșul Turda  | Vasile Suciu, Eugen Pantea, Ioachim Zăhan, Alexandru Văhan, Eugen Luparu, Ion Onacă, Vasile Mărgineanu, Vasile Pârvu, Dionisie Ursu, Gheorghe Băluțiu, Liviu Husar Cheftrainer: Ștefan Wetzer                     |
| Rapid Bukarest | Gheorghe Dungu, Ilie Greavu, Ion Motroc, Dumitru Macri, Ion Langa, Constantin Koszka, Viorel Kraus, Andor Balint, Titus Ozon, Nicolae Georgescu, Marin Dulgheru (75. Gheorghe Văcaru) Cheftrainer: Ion Mihăilescu |
| Platzverweise  | keine – Dumitru Macri (88.) |